# Hedda
Hedda és una pel·lícula britànica dirigida per Trevor Nunn, segons l'obra Hedda Gabler d'Henrik Ibsen, estrenada el 1975.

## Argument
Adaptació de l'obra de Henrik Ibsen "Hedda Glaber" al voltant d'una dona nòrdica, neuròtica, infeliç i descontenta amb la seva existència de classe mitjana.

## Repartiment
- Glenda Jackson: Hedda Gabler.
- Peter Eyre: Jørgen Tesman.
- Timothy West: Judge Brack.
- Jennie Linden: Thea Elvsted.
- Patrick Stewart: Ejlert Løvborg.

## Nominacions
- Oscar a la millor actriu per Glenda Jackson.
- Globus d'Or a la millor pel·lícula estrangera
- Globus d'Or a la millor actriu dramàtica Glenda Jackson
- Premi David di Donatello: Millor actriu estrangera (Glenda Jackson)

## Rebuda de la crítica
A The New York Times, Vincent Canby lloa l'actuació de Jackson, i acaba, "la producció és bonica, i el Sr. Nunn té més èxit conservant la natura claustrofòbica de l'obra sense crear una pel·lícula estàtica. Hedda és una versió cinematogràfica imaginativa, intel·ligent d'una obra que no estava esperant veure en aquest moment.